# Panji
För andra betydelser, se Panji (olika betydelser).
Panji är ett stadsdistrikt i staden Huainan i provinsen Anhui i östra Kina.
Panji är indelat i ett stadsdelsdistrikt, nio köpingar och en etnisk minoritetssocken.
Stadsdelsdistrikt (jiedao):

- Tianji (田集街道)

Köpingar (zhen):

- Gaohuang (高皇镇)
- Hetuan (贺疃镇)
- Jiagou (夹沟镇)
- Jiahe (架河镇)
- Luji (芦集镇)
- Nihe (泥河镇)
- Panji (潘集镇)
- Pingxu (平圩镇)
- Qiji (祁集镇)

Etnisk minoritetssocken (zu xiang):
- Gugou (古沟回族乡) (för huifolket)